# Scortum parviceps
Scortum parviceps é uma espécie de peixe da família Terapontidae.
É endémica da Austrália.